# 1-800-Suicide
«1-800-Suicide», es el último sencillo del grupo de hardcore rap, Gravediggaz.

## Listado de canciones

### Versión original
1. "1-800-Suicide" (Explicit Version)
2. "1-800-Suicide" (instrumental)

### Versiónclean
1. "1-800-Suicide" (Clean Version)
2. "1-800-Suicide" (instrumental)
3. "1-800-Suicide" (Clean Version)

- Datos: Q5649578